# 篠田 (青森市)
篠田（しのだ）は、青森県青森市の地名である。一丁目から三丁目が置かれている。郵便番号は038-0011。

## 地理
青森市の中心部の西側に位置し、青森駅西口周辺に位置する。西は沖館川をはさんで富田、南は国道7号を境に千刈、東は柳川に接する。大通り沿いは商店街であるが、それ以外は住宅地となっている。
北の沖館・油川方面と西の石江・新城方面に向かう道路の分岐点にあたり、小規模な商店が目立つほか、県内金融機関がここに支店を設置している。

## 歴史
この地名は、大字沖館の小字「篠田」に由来するものである。かつては、万町（よろずちょう）・昭和町・上古川町・篠田町という通称町名がみられた。
- 1971年（昭和46年)11月1日- 青森市西部地区の住居表示実施により、篠田一丁目・同二丁目が設置された。
  - 篠田一丁目 - 沖館字柳川、沖館字篠田、沖館字千刈、古川字古川、古川字千刈の各一部
  - 篠田二丁目 - 沖館字篠田の一部
  - 篠田三丁目 - 沖館字篠田の一部

## 世帯数と人口
2022年（令和4年）9月1日現在の世帯数と人口は以下の通りである。
| 町丁      | 世帯数    | 人口    |
| --------- | --------- | ------- |
| 篠田1丁目 | 599世帯   | 1,042人 |
| 篠田2丁目 | 635世帯   | 1,187人 |
| 篠田3丁目 | 800世帯   | 1,762人 |
| 計        | 2,034世帯 | 3,991人 |

## 小・中学校の学区
市立小・中学校に通う場合、学区は以下の通りとなる。
小学校
- 青森市立篠田小学校（1丁目の一部、2丁目、3丁目）
- 青森市立沖館小学校（1丁目の一部）

中学校
- 青森市立古川中学校（1丁目の一部、2丁目）
- 青森市立沖館中学校（1丁目の一部、3丁目）

## 交通

### 鉄道
町内に鉄道駅はない。

### 道路
国道7号から国道280号が分岐する上古川交差点がある。
- 国道280号
- 国道7号

## 施設
- 青森市立篠田小学校
- 青森みちのく銀行沖館支店
- 青森みちのく銀行篠田支店
- 青い森信用金庫篠田支店
- 青森県信用組合沖館支店